# Klasztor Lichtenthal

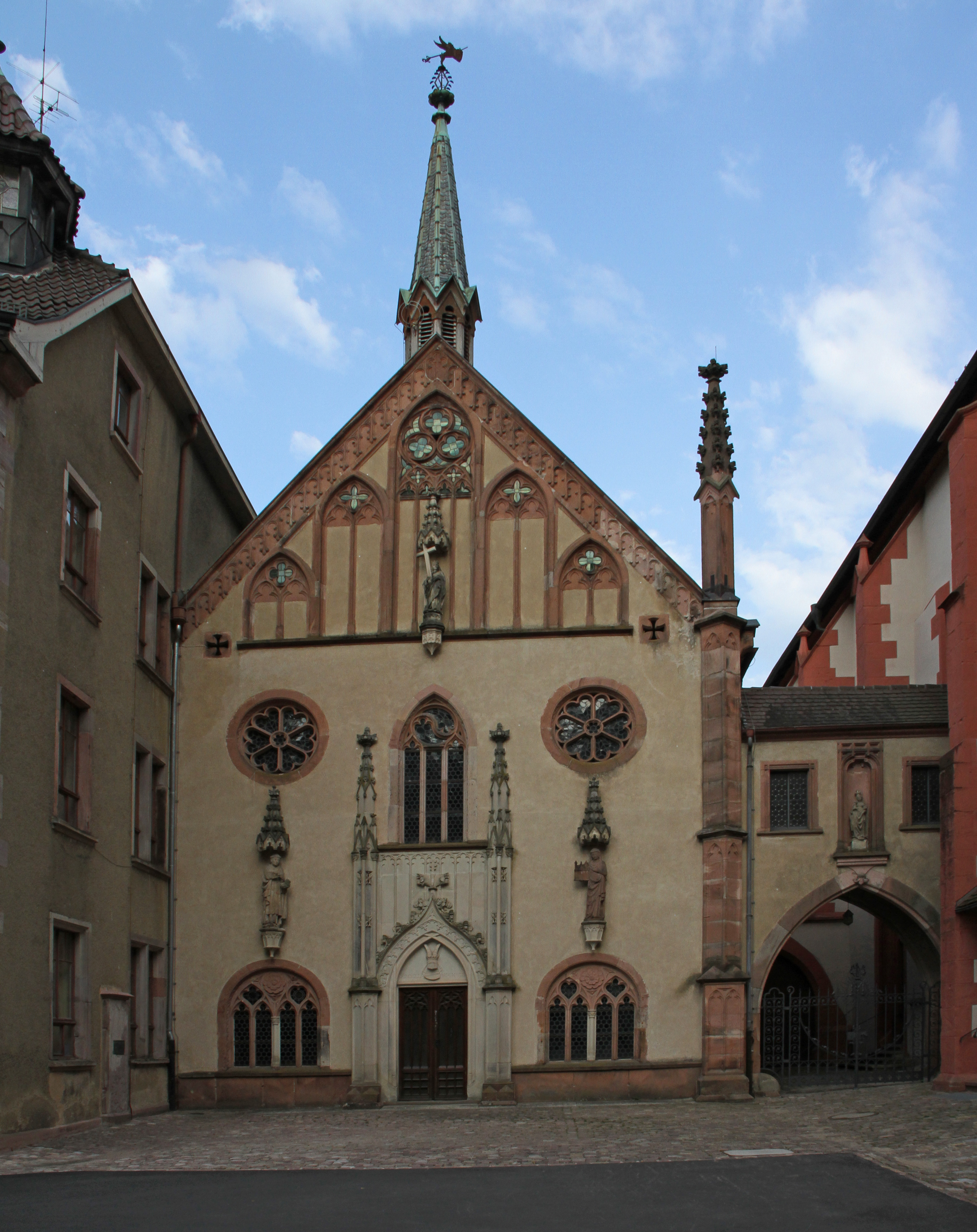
Fasada kaplicy książęcej

Klasztor Lichtenthal (Lichtental) (łac. Lucida Vallis) – klasztor cysterek istniejący od połowy XIII w. w Lichtentalu, obecnie dzielnicy Baden-Baden w Niemczech.

## Historia
Po raz pierwszy nazwa Lichtenthal pojawia się w zapisie z 1243, dotyczącym objęcia duchowej opieki nad tutejszymi „paniami”. Z 1245 pochodzi nadanie margrabiów Badenii Hermana VI i Rudolfa I dla ich matki Ermengardy w celu uposażenia klasztoru . W dokumencie tym Ermengarda i jej mąż Herman V są wskazani jako inicjatorzy powstania klasztoru. Właśnie rok 1245 uznaje się za rok założenia klasztoru (choć już wcześniej, przed przybyciem cysterek, mogło tu istnieć jakieś kobiece zgromadzenie) – z tego roku pochodzą papieskie przywileje dla klasztoru. Pierwsze cysterskie zakonnice pochodziły z klasztoru Wald  , wśród nich była pierwsza poświadczona w źródłach w 1247 ksieni Truddinde. 3 listopada 1248 dokonano konsekracji prezbiterium kościoła  , w tym samym czasie przeniesiono do niego ciało fundatora, Hermana V. Konsekracja ukończonych budynków klasztornych nastąpiła w 1252. W 1288 kolejne nadanie na rzecz klasztoru uczynił Rudolf I (jego córka Adelajda była tutejszą ksienią od 1263 do 1296 ), który ufundował tutaj kaplicę stanowiącą do 1372 miejsce pochówku margrabiowskiej dynastii  .
Klasztor szybko się rozwijał, także gospodarczo. Wiele jego ksieni pochodziło z rodu margrabiów Badenii . W drugiej połowie XIV w. doszło do kryzysu w klasztorze – spowodowany był kryzysem gospodarczym oraz upadkiem dyscypliny wśród zakonnic  . Liczba zakonnic, pochodzących głównie z wysokich rodów, zwiększyła się z 40 do 80 . Reformy w klasztorze dokonano w pierwszej połowie XV w., w szczególności w okresie rządów pierwszej ksieni pochodzącej z mieszczańskiej rodziny, Elisabeth Wiest  . Życie w klasztorze ożywiło się, a świadectwem powodzenia reformy było wykonywanie licznych, pięknych manuskryptów w skryptorium. Rozwojowi klasztoru posłużyły też bogate wiana dwóch kolejnych księżniczek z rodu margrabiów badeńskich, które zostały tutejszymi ksieniami w końcu XV w. – Małgorzaty i Marii, które m.in. zadbały o bogaty wystrój budynków klasztornych .
Klasztor Lichtenthal przetrwał okres reformacji   mimo zmian wyznaniowych wśród władców badeńskich i ograniczenia źródeł swoich dochodów. Po soborze trydenckim stał się ośrodkiem, z którego wysyłano zakonnice do odnawiania zlikwidowanych w okresie reformacji innych okolicznych klasztorów. W kolejnych dwóch stuleciach klasztor jednak kilkakrotnie był zagrożony zniszczeniem w wyniku toczących się w okolicy wojen  . Na początku lat 90. XVII w. zakonnice musiały na kilka lat opuścić klasztor wobec zagrożenia działaniami wojennymi w ramach wojny z Francją. Zniszczenia w klasztorze spowodowały jego przebudowę w XVIII w. i nabranie przezeń kształtu barokowego ; kościół odnowiono w latach 1723–1724.
W epoce sekularyzacji instytucji kościelnych klasztor jako jeden z nielicznych przetrwał. Co prawda odebrano mu majątki ziemskie i zmuszono do wykazania przydatności dla społeczeństwa (czego efektem było otwarcie szkoły dla dziewcząt), jednak jako nekropolia władców Badenii nie został rozwiązany . Przetrwał także epokę Kulturkampfu, podczas której dla zabezpieczenia losu zakonnic na wypadek rozwiązania klasztoru, zakonnice w 1883 otwarły klasztor filialny w St. Pauls w Austro-Węgrzech  i nadal istnieje .

## Położenie i zabudowania
Klasztor znajduje się w mieście Baden-Baden, w zakolu rzeki Oos, na krawędzi Schwarzwaldu. Założenie otoczone jest murem, a wejście prowadzi przez barokową bramę. Na zabudowania składają się:
- kościół klasztorny,
- dom ksieni,
- kaplica książęca,
- szkoła klasztorna,
- budynki gospodarcze (wykorzystywane jako dom gościnny i centrum konferencyjne),
- fontanna z 1602[25] .

### Kościół klasztorny
Pierwszy kościół klasztorny (zapewne jeszcze w budowie) pod wezwaniem Wniebowzięcia Najświętszej Marii Panny został konsekrowany w 1248. Z tej pierwszej budowli romańskiej zachowało się romańskie okno w ścianie północnej i dwa łuki portali od strony krużganka. Około 1320 powstało gotyckie zamknięcie prezbiterium, portal wejściowy i sklepienie krzyżowo-żebrowe z rzeźbionymi zwornikami przedstawiającymi pelikana karmiącego młode oraz koronację Matki Bożej. Z końca XV wieku pochodzą późnogotyckie elementy wyposażenia kościoła, m.in. krucyfiks, rzeźby z dawnego głównego ołtarza (Matka Boża z Chrystusem, inne jego zachowane elementy znajdują się w muzeach w Nowym Jorku – posągi Trzech Króli – i Karlsruhe – boczne skrzydła), inny ołtarz oraz odkryty w XX w. fresk przedstawiający ukrzyżowanie. Z 1606 pochodzi barokowa ambona. Pod zachodnią ścianą prezbiterium znajdują się groby założycieli klasztoru: margrabiego Badenii Hermana V i jego żony Ermengardy. W oknach znajdują się współczesne witraże ze scenami z życia Marii .

### Kaplica książęca
Kaplica książęca (niem. Fürstenkapelle) pod wezwaniem św. Joachima i św. Anny stanowiła miejsce pochówku margrabiów Badenii od 1288 do 1372. Pierwszy pochowany tutaj był syn założyciela klasztoru i zarazem fundator kaplicy margrabia Badenii Rudolf I, którego córka Adelajda była tutejszą ksienią . Z XIII w. pochodzą fundamenty kaplicy . Kaplica była wielokrotnie przebudowywana, a obecny, neogotycki kształt pochodzi z ok. 1830, z okresu przebudowy zainspirowanej przez wielkiego księcia Badenii Leopolda. Zgromadził on tu liczne zabytki z opuszczonych klasztorów badeńskich. Elementami dawnego wyposażenia są ołtarz św. Anny z 1503 i posąg błogosławionego margrabiego Badenii Bernarda II z ok. 1490 .

### Szkoła klasztorna
Szkoła klasztorna została założona w 1815: jej otwarcie było warunkiem odstąpienia od sekularyzacji klasztoru. Uczęszczały do niej dziewczęta z wsi przy klasztorze. W 1877 została przekształcona w szkołę państwową, a w 1980 zmieniła swój charakter na koedukacyjny .

## Galeria obrazów

Klasztor Lichtenthal – Kloster Lichtental
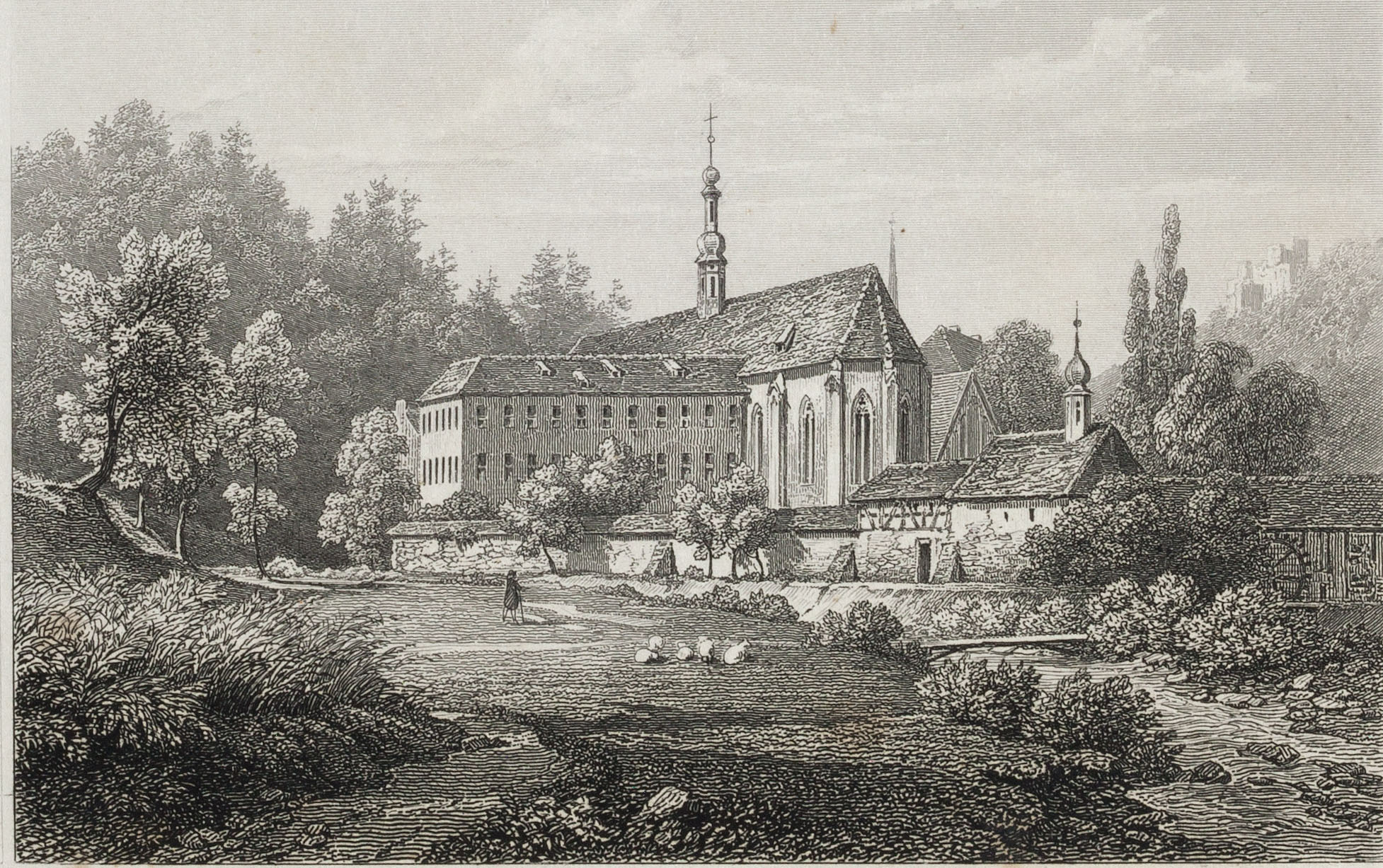
Widok klasztoru od południowego wschodu, ok. 1823
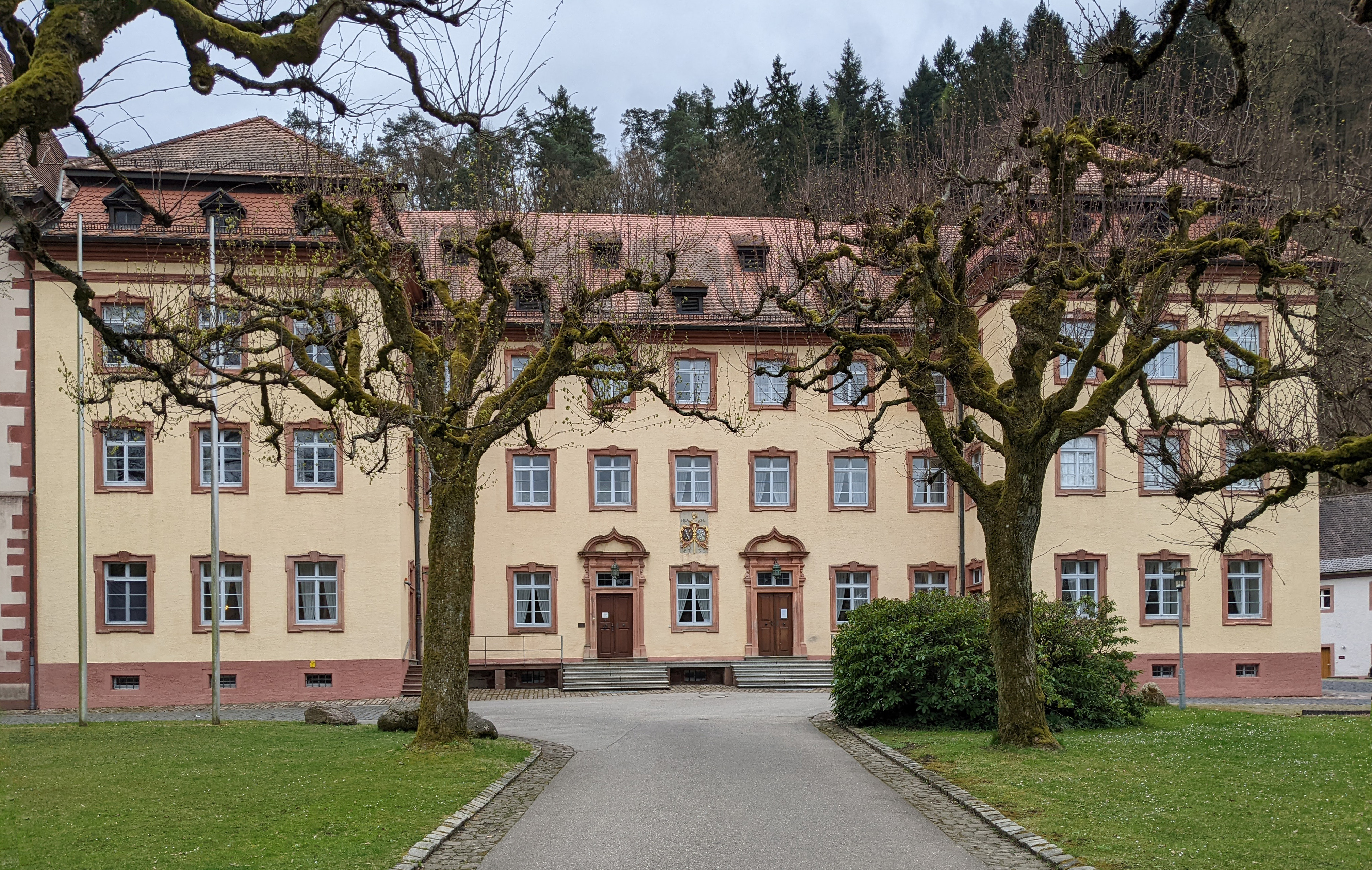
Budynek opactwa
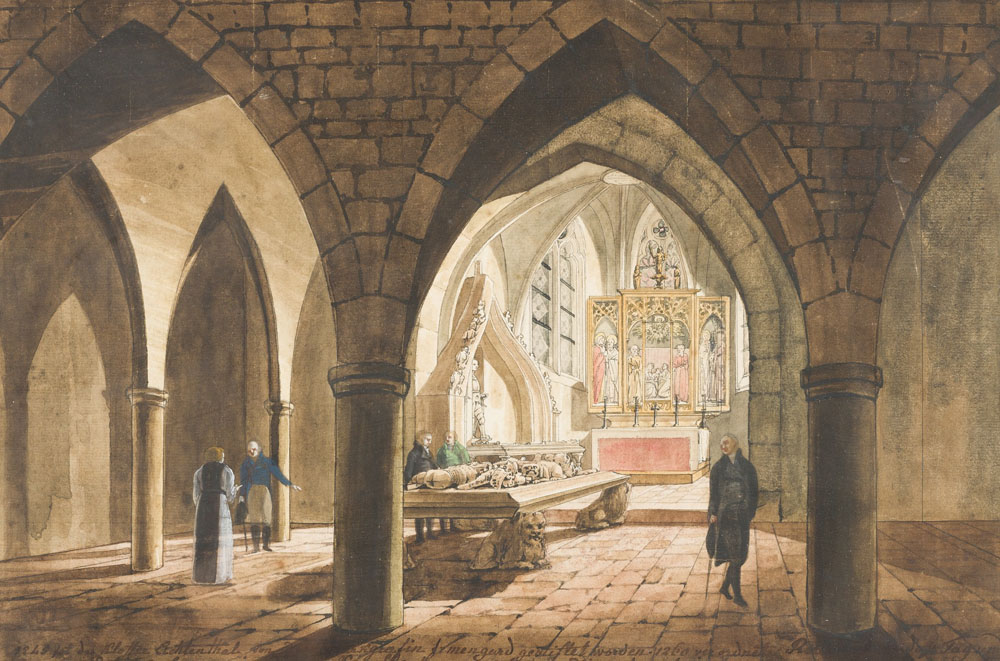
Wnętrze kaplicy książęcej, 1821
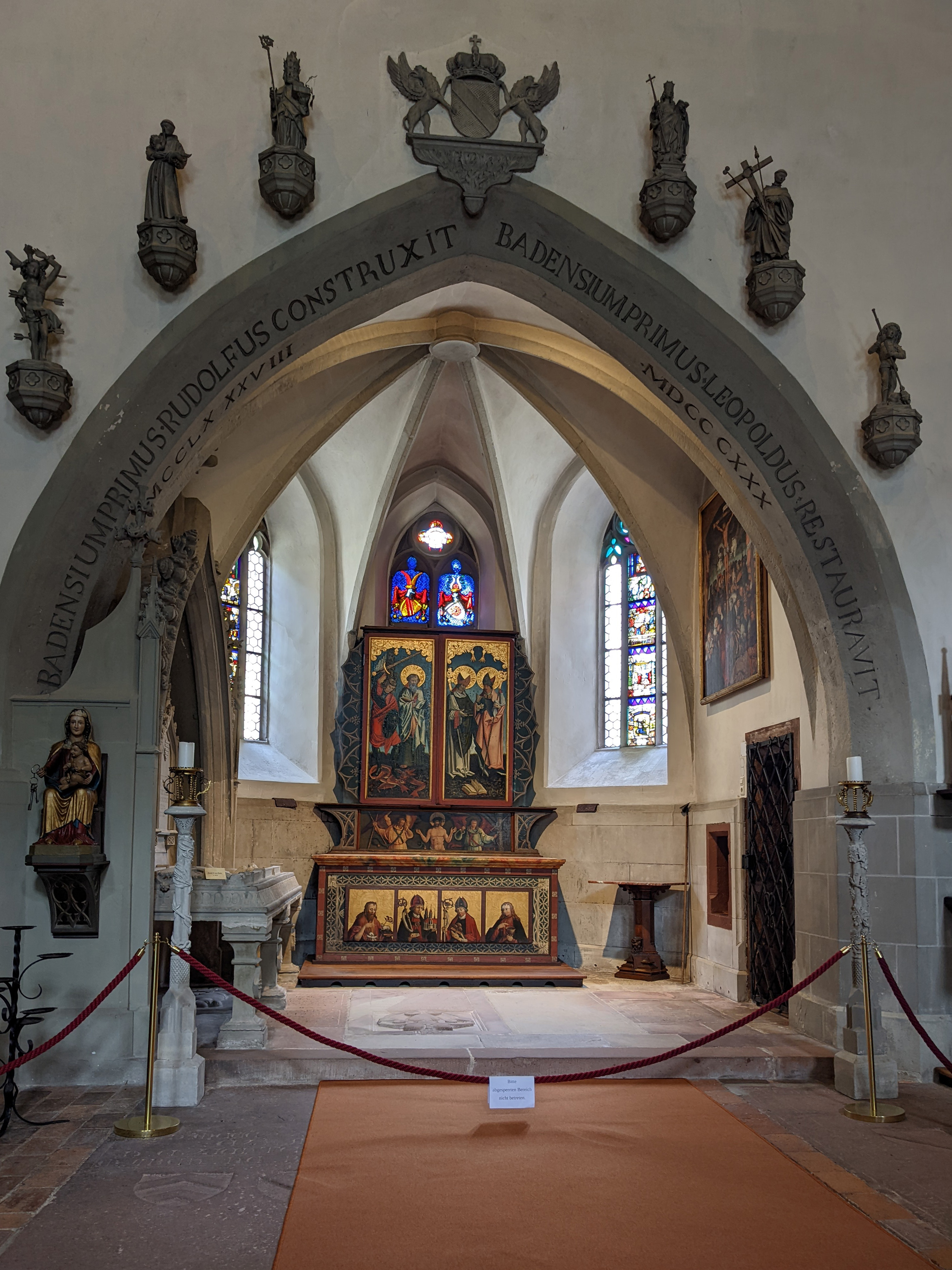
Kaplica książęca, 2022
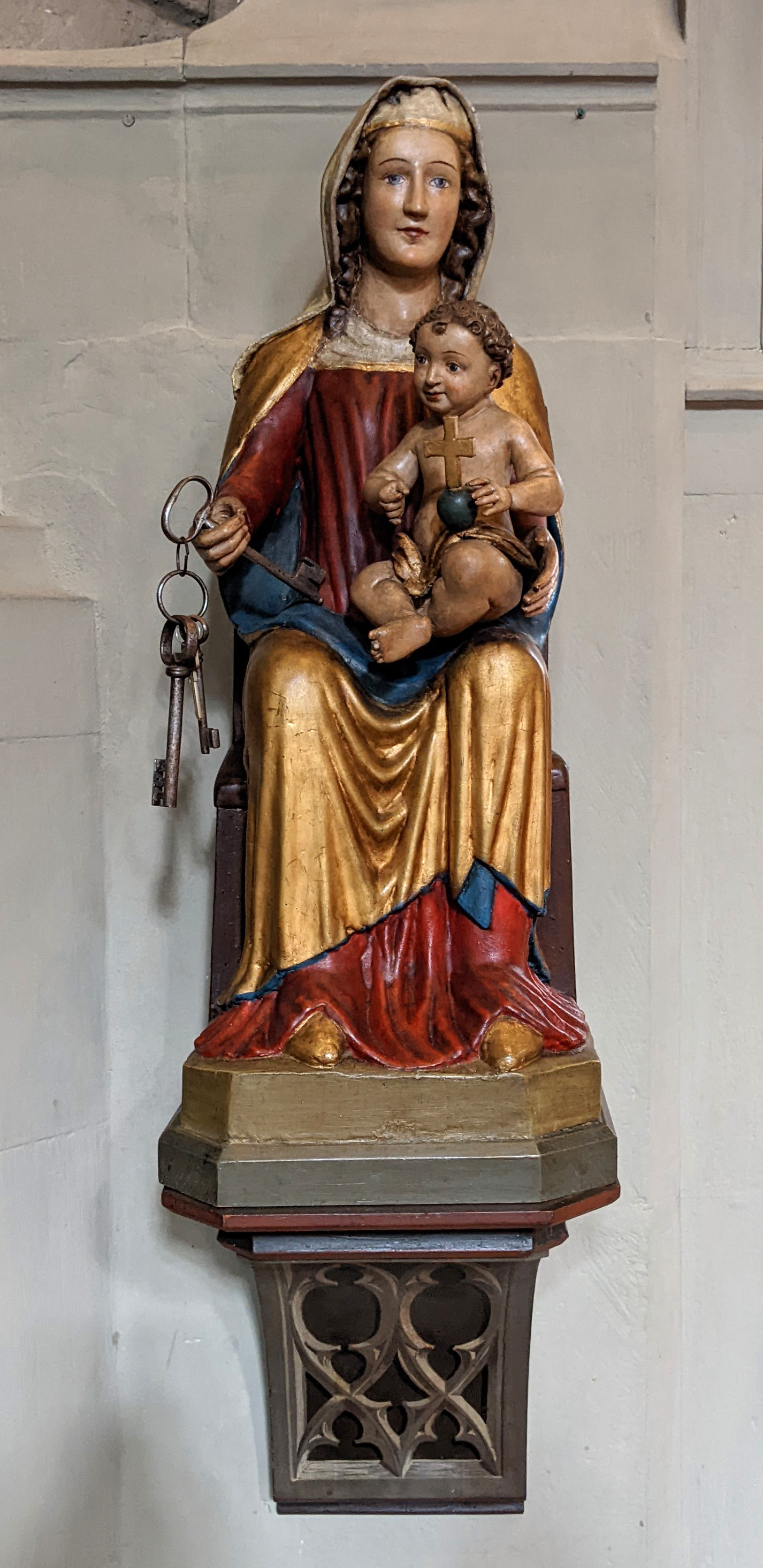
Klucz Madonna w książęcej kaplicy
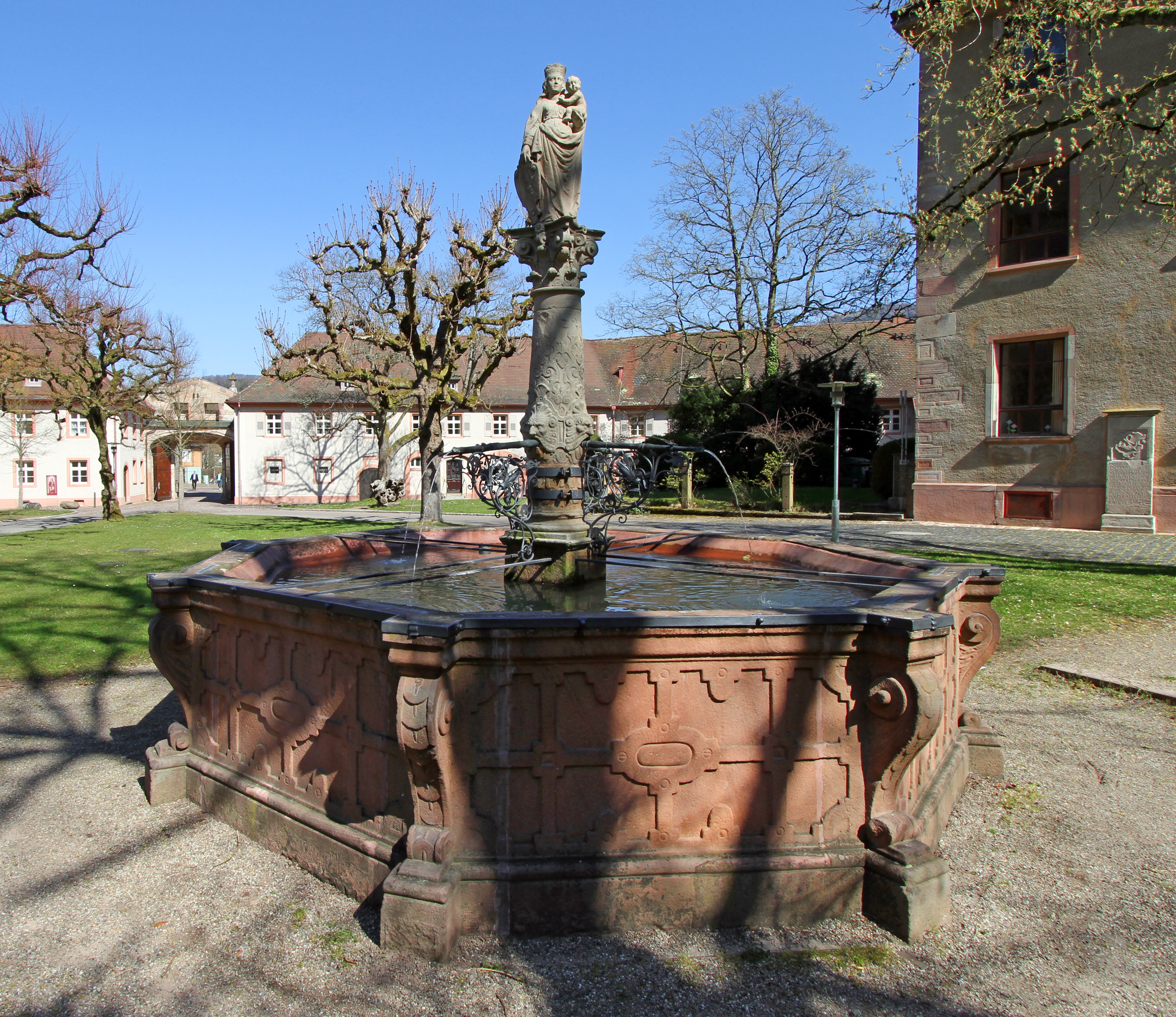
Fontanna z 1602 na dziedzińcu klasztornym
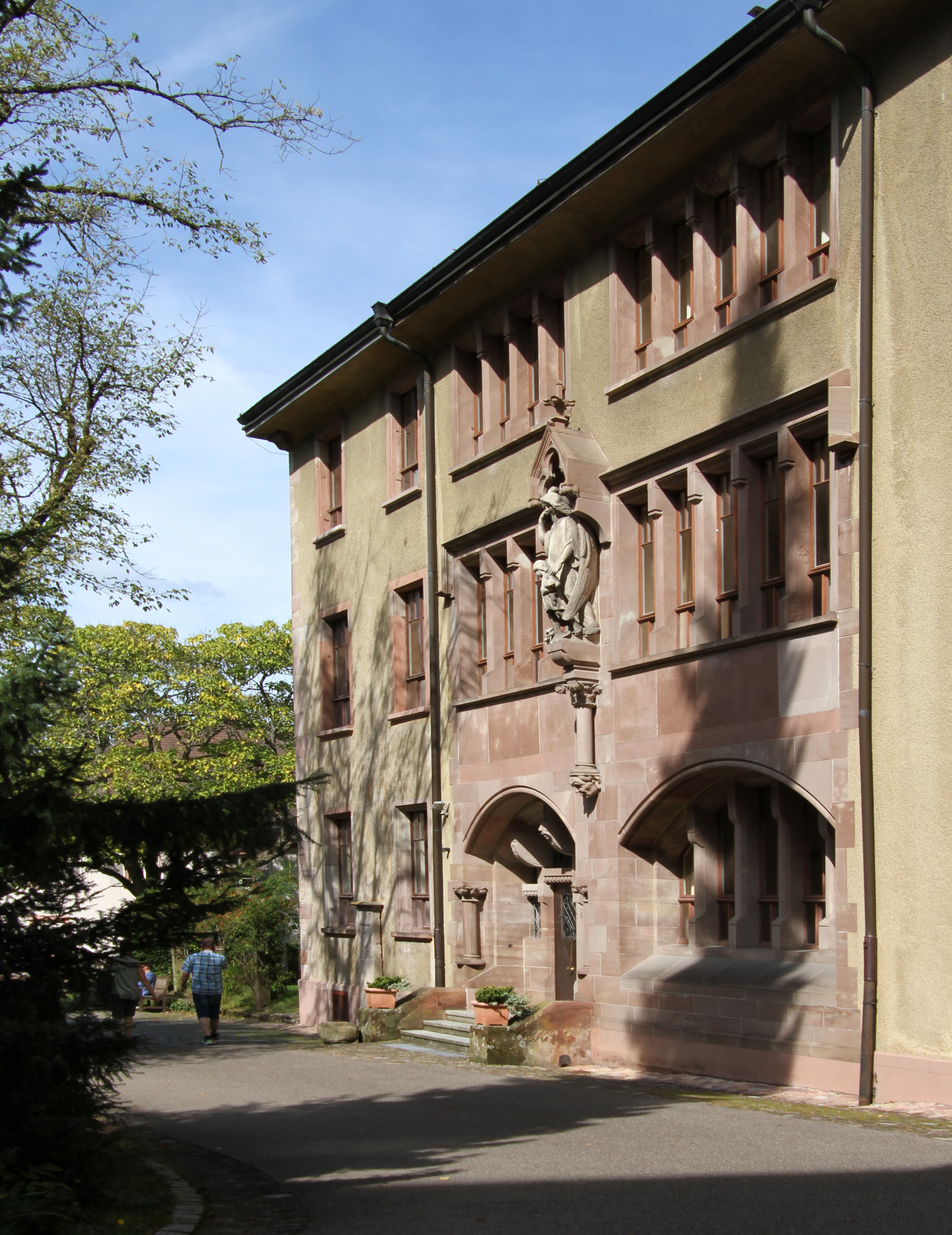
Budynek szkoły w klasztorze Lichtenthal
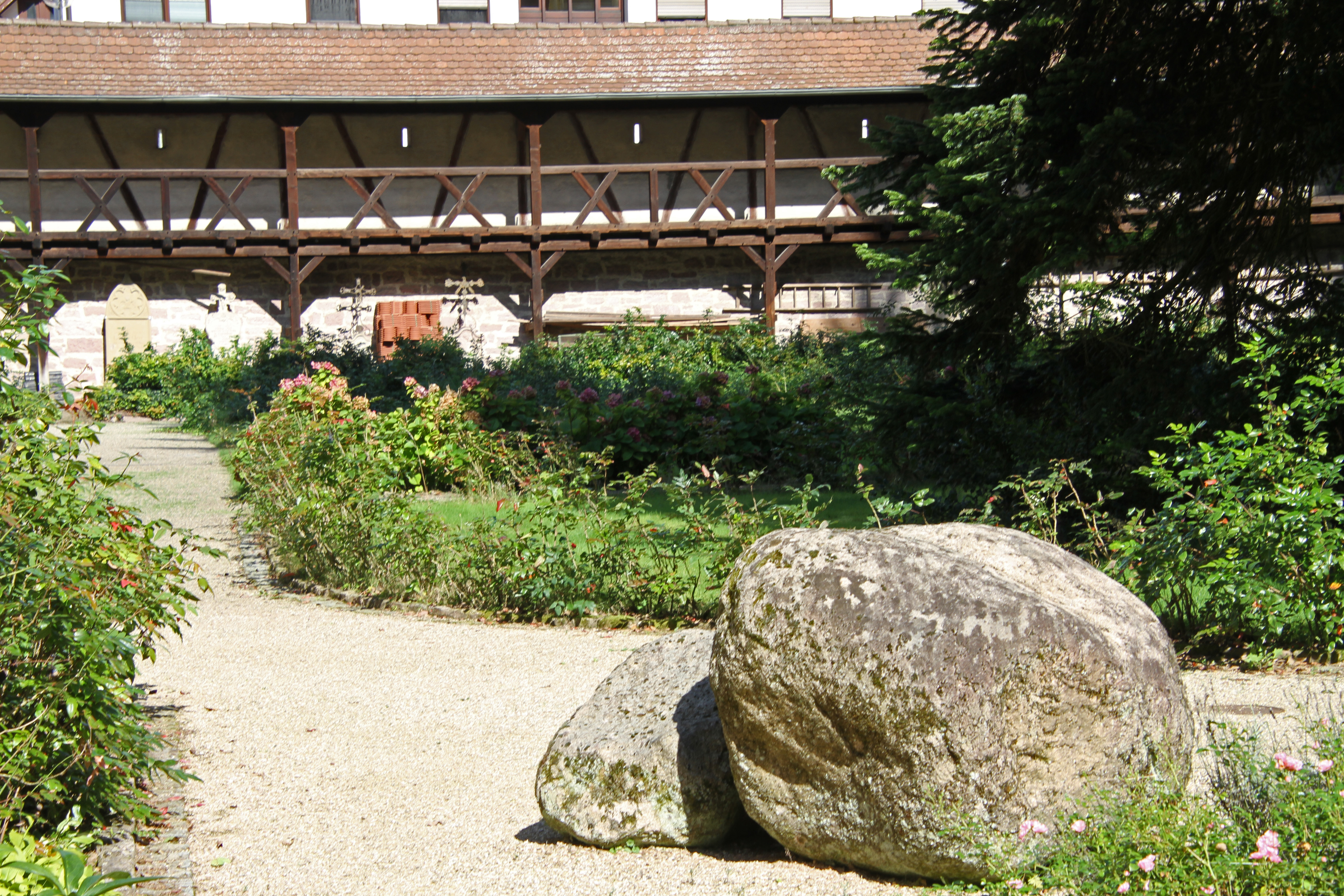
Ogród w klasztorze Lichtenthal
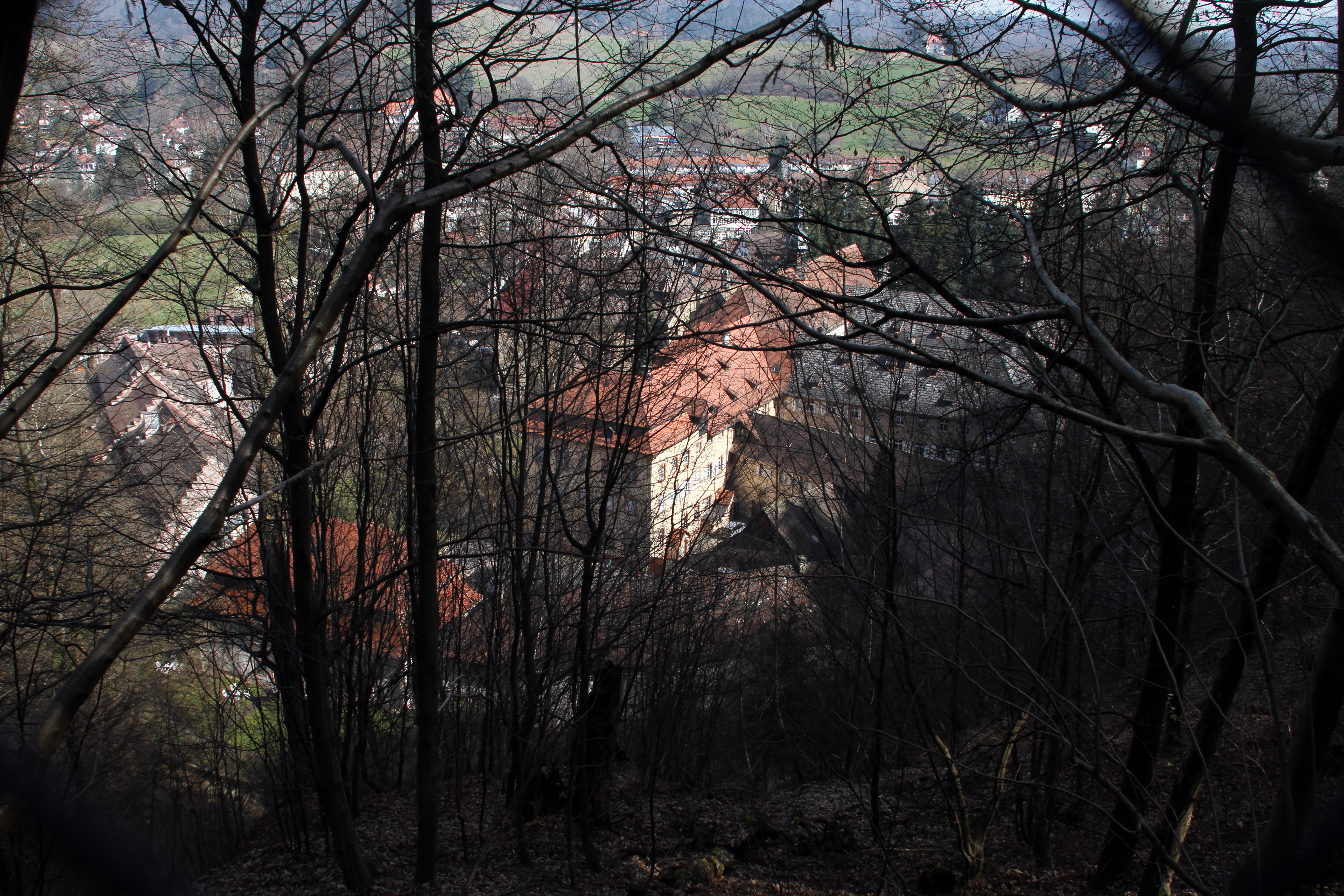
Klasztor Lichtenthal